# Музеј анадолијских цивилизација
Музеј анадолијских цивилизација (тур. Anadolu Medeniyetleri Müzesi) је јавни музеј на јужној страни Утврде у Анкари у главном граду Турске. Музеј је смјештен у магазама старог Махмуд Пашиног базара и Куршунлу хана. Због Ататуркове жеље да се у Анкари орвори хетитски музеј ове су зграде купљене на приједлог тадашњих министара културе и образовања. Након поправака и доградњи који су трајали узмеђу 1938. и 1968. музеј је отворен за јавност као Археолошки музеј у Анкари.
Данас се зграда Куршунлу хана користи као управна зграда музеја у којој су смјештене и библиотека, конференцијска дворана, лабораторија и радионица. У згради старог базара смјештени су изложени експонати. Експонати изложени у музеју временски су распоређени од палеолитичког, [[Neolit|неолитичког, раног бронзаног, периода асирских колонија, хетитског, фрижанског, урартинског, грчког, хеленског, римског, византијског, селџучког до османлијског периода.
1997. године музеј је изабран за Европски музеј године.